# Van Guy
Yvan Guyet (Le Givre, 19 février 1930 - Luçon, 25 septembre 2017) est un maître-verrier français, qui signait ses œuvres Van Guy ou Van-Guy. C'est le fils de Georges Guyet (1901-1967) et de Odette de Veillechèze de La Mardière (1907-2004).
Il a épousé Hélène Chevallier-Chantepie de Saint-Luc et est père de 6 enfants dont un moine bénédictin. 

## Vie et œuvre
Né au Givre, en Vendée, Yvan Guyet fait ses études à La Rochelle et aux Sables d'Olonne, puis aux Beaux-Arts de Nantes, avant d'entreprendre son activité de verrier à Sainte-Hermine, dans le village du Magny.
A 17 ans, il dessine et fait imprimer une série de 15 cartes postales intitulée, Les "Grands Hommes" dans un petit endroit.

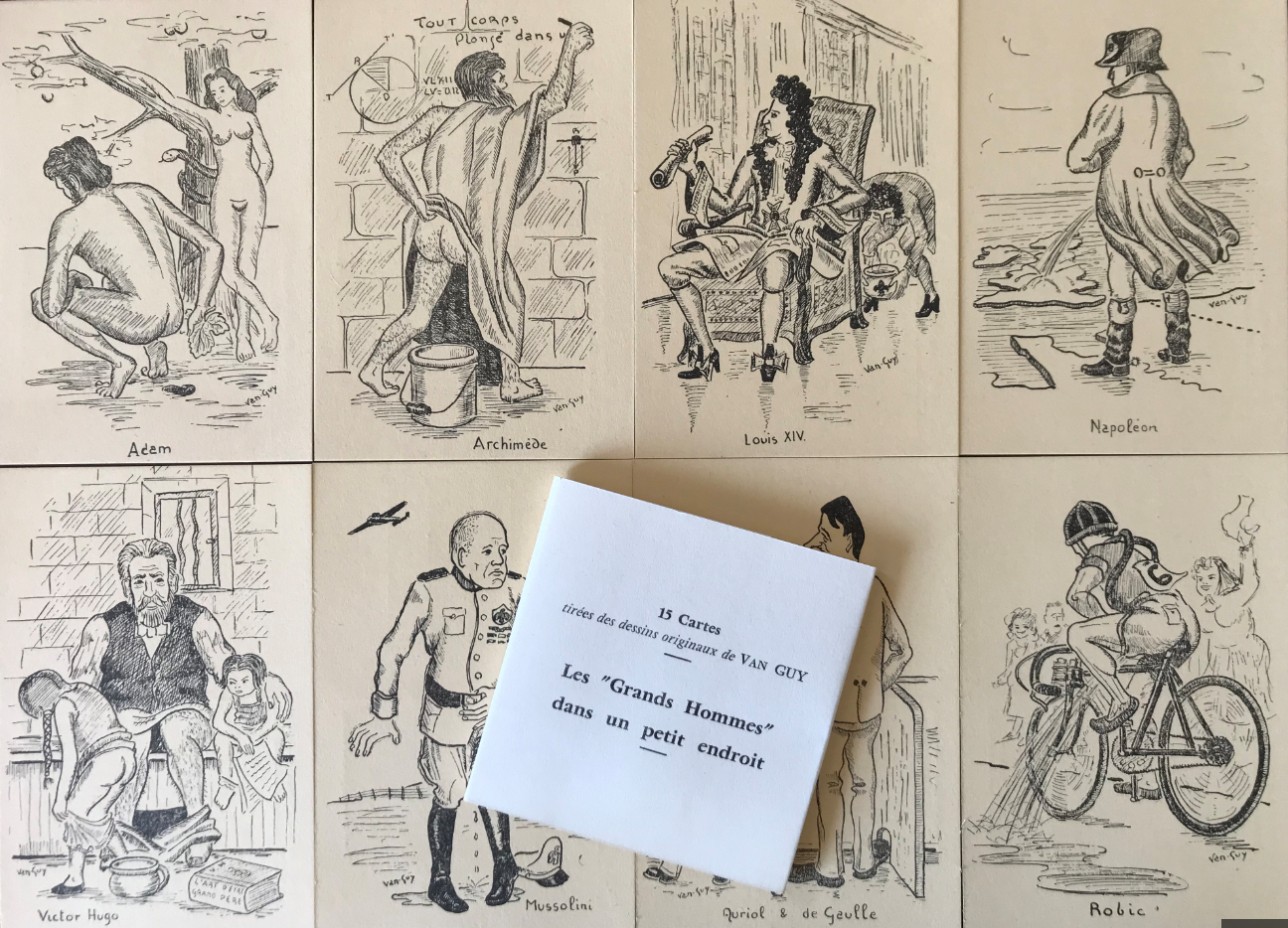
Les "Grands Hommes" dans un petit endroit. Van-Guy, 1947.

Dans ses premières années d'activité, il travaille aussi la sculpture et notamment quelques sujets religieux qu'on peut retrouver en Vendée.
Il fait ses débuts dans le monde du vitrail en se formant auprès d'ateliers parisiens, chartrains et manceaux, avant de rejoindre l'atelier Fournier à Tours en 1958.

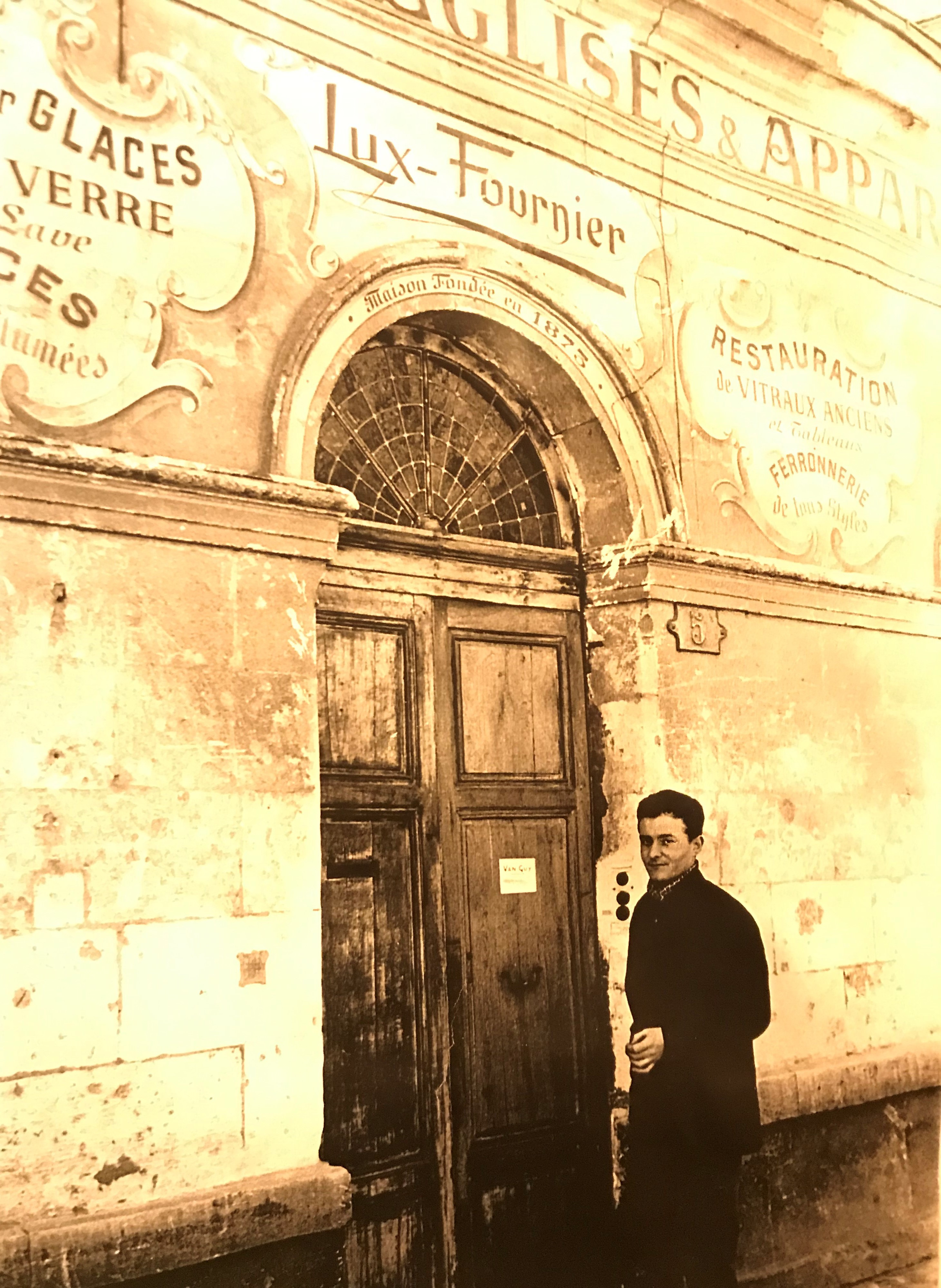
Van Guy, en 1960 devant l'ancien atelier Lux Fournier au 5 rue des Ursulines à Tours (Indre-et-Loire)

En 1963, il reprend l'atelier de vitraux de Lux Fournier, 5 rue des Ursulines à Tours, atelier qui avait été fondé en 1873 par le père de Lux, Julien Fournier, et son associé Armand Clément. Il y restera jusqu'à sa retraite.
D'un point de vue esthétique, il rompt avec son prédécesseur en proposant une figuration moderne à tendance géométrique, ainsi que des compositions abstraites très colorées.
Pendant près de 50 ans, il a créé et restauré des vitraux (vitraux traditionnels sous plomb et dalles de verre taillé) dans une trentaine de départements pour les Monuments Historiques, abbayes, églises, châteaux, hôtels - restaurants et de nombreux particuliers.

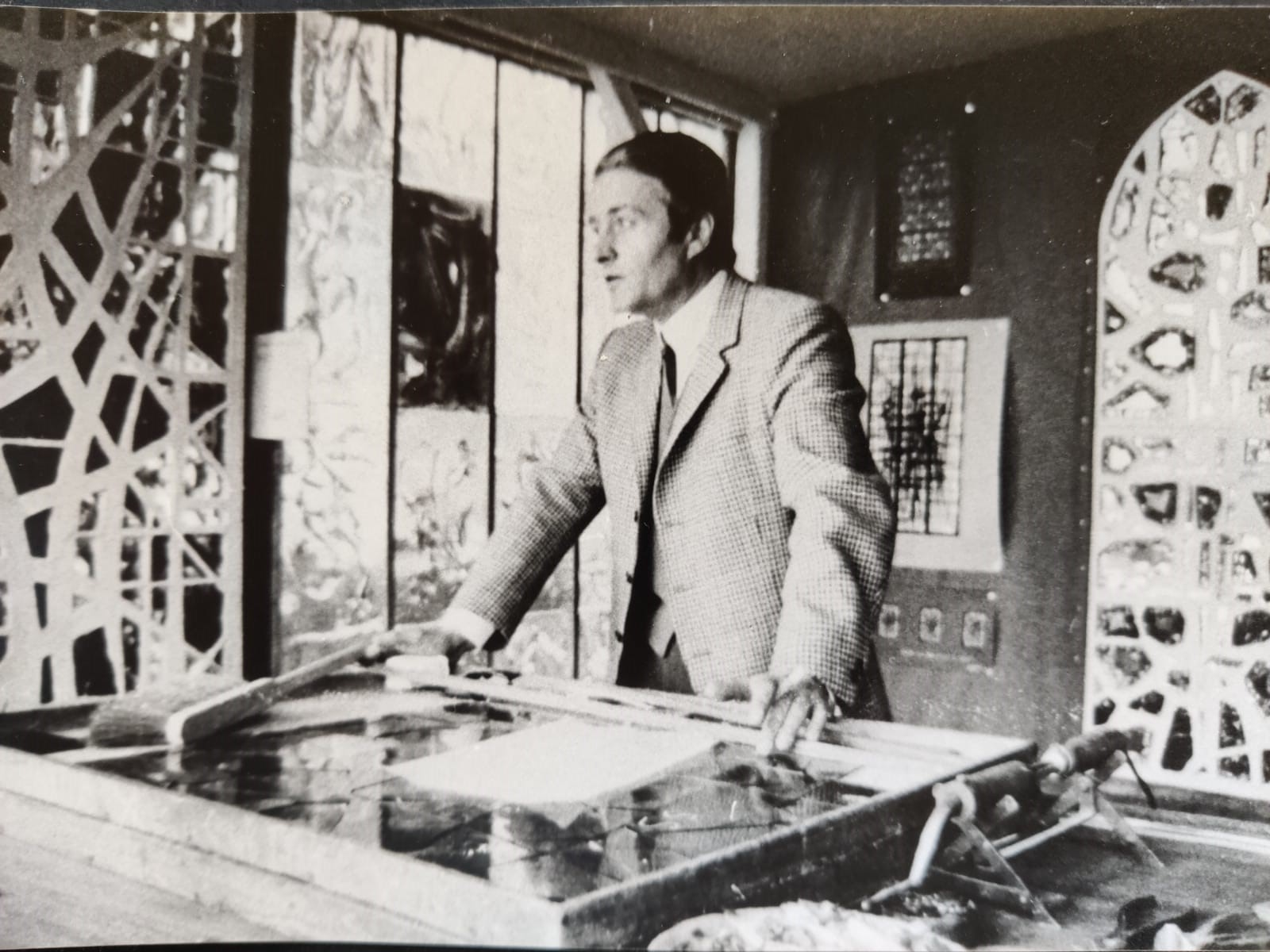
Van-Guy dans son atelier de la rue des Ursulines à Tours en 1982.

Il a réalisé, par exemple à l'île de Ré, des vitraux dont l'armature n'est pas en plomb mais en ciment blanc.

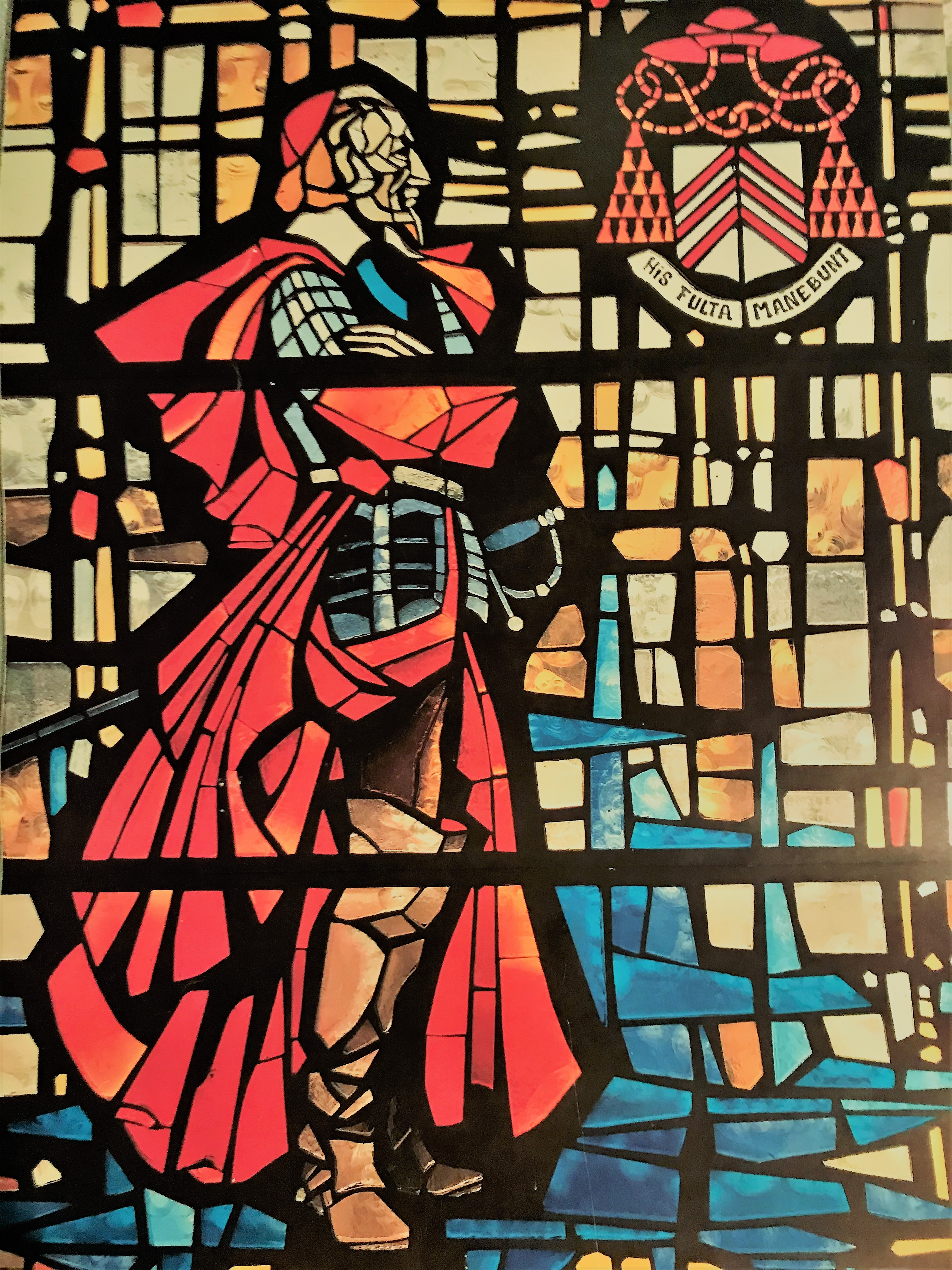
Richelieu, le siège de La Rochelle, créé par Van Guy dans les années 80 pour un particulier.

Les œuvres ou créations réalisées par Van-Guy représentent un style figuratif caractéristique de la seconde moitié du XXe siècle.
Dans le domaine de la restauration, il redonne toute sa splendeur à l'étonnante verrière du Café de l'Univers, réalisée par Julien et Lux Fournier, sous la direction de l'architecte Abel Jousset, dans le dernier quart du XIXe siècle.

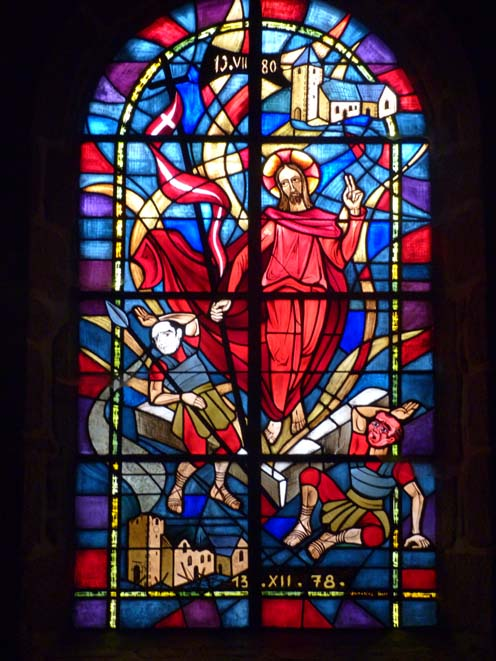
La Résurrection, église d'Izé (Mayenne) François Mitterrand et Georges Marchais en légionnaires tétanisés à la vue du Christ ressuscité. Une œuvre signée Van-Guy, 1982

En 2008, il passe la main à son collaborateur Jérôme Robert, qui transfère l'atelier Van-Guy à Continvoir (Indre-et-Loire) tout en conservant le nom de "Vitraux d'Art Van Guy".
Avant de se retirer dans sa maison familiale de Sainte-Hermine en Vendée, Van-Guy enrichit le patrimoine de la Ville de Tours par un don exceptionnel au Musée du Compagnonnage et aux Archives Municipales. Le premier reçoit des outils provenant de l'atelier Fournier, et les seconds les 88 cartons et dessins qui sont à considérer parmi les "documents inédits pour servir à l'histoire des arts en Touraine" et comme les précieux témoignages aux XIXe et XXe siècles du plus florissant d'entre eux, l'art du vitrail.
Van-Guy est mort à Luçon le 25 septembre 2017, à 87 ans. Il est enterré dans la sépulture familiale du cimetière de Sainte-Hermine.

## Vitraux

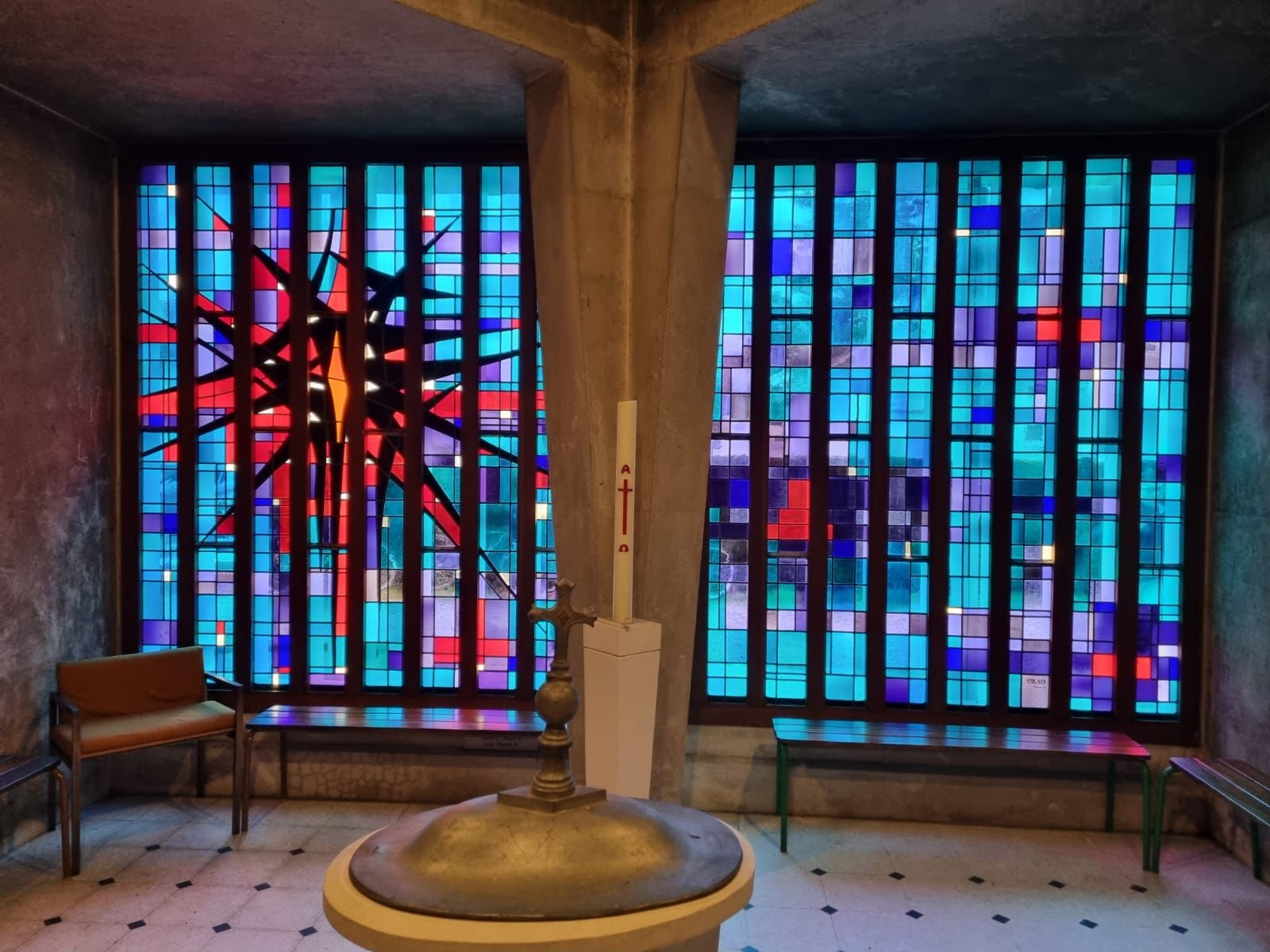
Vitrail église Saint Pie X, Saint Cyr sur Loire en Indre-et-Loire, 1966

Quelques lieux où il est possible de voir des créations (C) et des restaurations (R) de vitraux de Van-Guy :

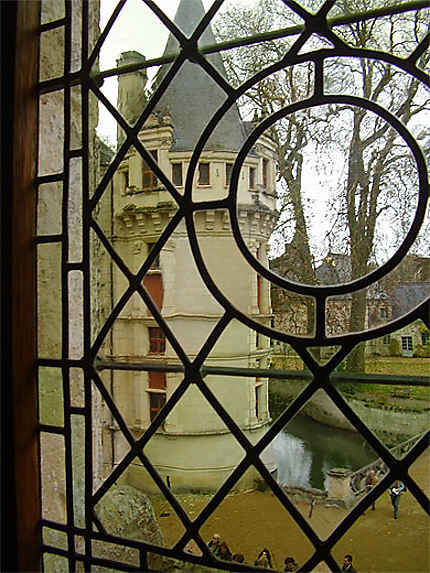
Création et restauration de l'ensemble des vitraux du château d'Azay-le-Rideau (Indre-et-Loire) suivant le savoir-faire et les matériaux du XVIe siècle. (Verre antique, pièces de verre asymétriques...).

- Azay-le-Rideau (Indre-et-Loire) : château (C & R).
- Bois-Plage-en-Ré (Charente-Maritime) : église Notre-Dame.
- Bazoges-en-Pareds (Vendée) : église Notre-Dame-de-l'Assomption
- La Brée-les-Bains (Charente-Maritime) : église Notre-Dame.
- Chenonceaux (Indre-et-Loire) : église et château.
- Chinon (Indre-et-Loire) : château.
- Clermont-Ferrand : église réformée de la Résurrection (1961-1966), création
- Clermont-Ferrand : église Notre-Dame de la Route (1950-1953), création

- Cournon d'Auvergne : église Notre-Dame du Lac (1975-1976), création
- Curzon (Vendée) : église Saint-Romain.
- Izé (Mayenne) : église (C).
- Jaunay-Clan (Vienne) : château.
- Langeais (Indre-et-Loire) : château.
- Loches (Indre-et-Loire) : château.
- Mont sur Guesnes (Vienne) : château.
- Nantes (Loire-Atlantique) : basilique Saint-Donatien.
- Néons-sur-Creuse (Indre) : église Saint-Vincent.
- Niort (Deux-Sèvres) : église Saint-André.
- Oiron (Deux-Sèvres) : château (C & R)
- Rivedoux-Plage (Charente-Maritime) : église Notre-Dame.
- Richelieu (Indre-et-Loire) : église (R).
- Saint-Cyran-du-Jambot (Indre) : église.
- Saint-Cyr-sur-Loire (Indre-et-Loire) : église Saint Pie X.
- Sainte-Marie de Ré (Charente-Maritime) : église Notre-Dame.
- Tennessus (Deux-Sèvres) : château.
- Tours (Indre-et-Loire) : Cathédrale Saint Gatien : Création et Restauration. (C & R) - Transept sud Nef et chapelles côté sud - Triforium Transept nord - Sacristies - Vitraux du XII, XVI, XIX siècles
- Tours (Indre-et-Loire) : Chapelle Saint Eloi (C) - Chapelle de la Sainte Face (C) - Brasserie de L'Univers (R) - Eglise Saint Saturnin (C) - Eglise Saint Etienne (R) - Église Saint-Grégoire des Minimes (C & R) - Eglise de Chambray (C) ainsi que de très nombreux particuliers.

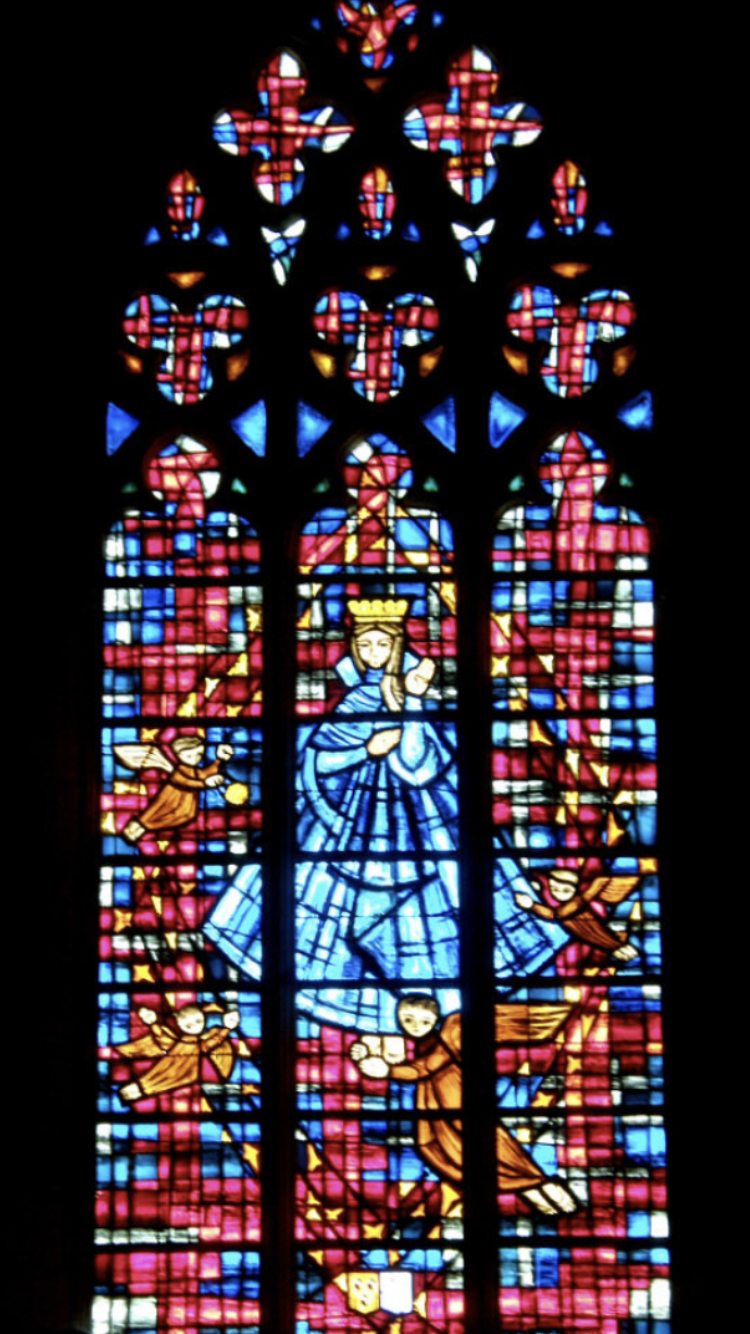
Église Notre-Dame-de-l'Assomption, Vitrail signé Van-Guy, Bazoges-en-Pareds, Vendée 1979.
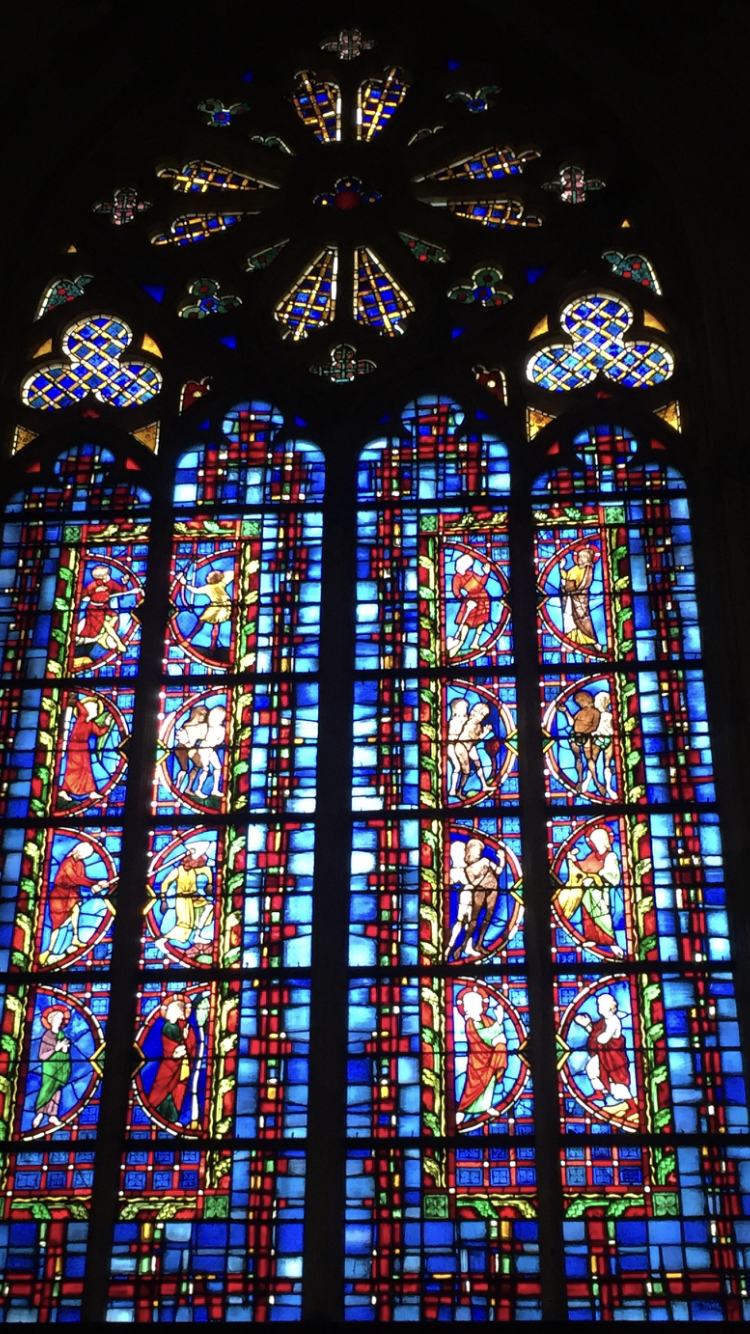
Restauration vitrail ancien, Cathédrale Saint Gatien de Tours (Indre-et-Loire) dans les années 80.
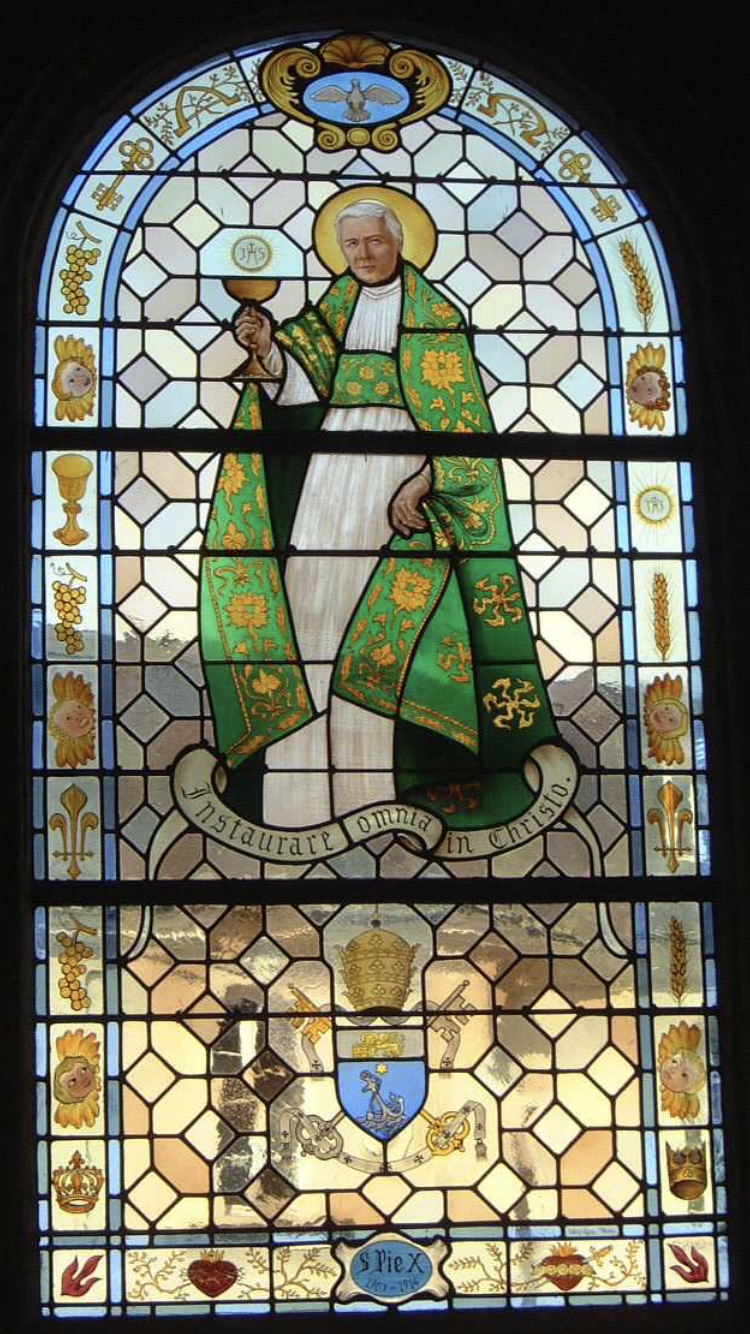
Vitrail de St Pie X, église Saint-Grégoire des Minimes, Création 2005, Tours (Indre-et-Loire).